# Thị trường cận biên
Thị trường cận biên (Frontier markets) là thuật ngữ chỉ một loại hình nền kinh tế thị trường của các nước đang phát triển phát triển hơn quốc gia kém phát triển nhất nhưng vẫn quá nhỏ, rủi ro hoặc kém thanh khoản để được phân loại chung là nền kinh tế thị trường mới nổi thuộc nhóm các nền kinh tế đang nổi lên. Thuật ngữ kinh tế này được người đứng đầu của Tập đoàn Tài chính Quốc tế là ông Farida Khambata đặt ra vào năm 1992 và bắt đầu được sử dụng khi Cơ sở dữ liệu các thị trường mới nổi của IFC (EMDB) bắt đầu công bố dữ liệu về các thị trường nhỏ hơn vào năm 1992. Thuật ngữ này thường được sử dụng để mô tả thị trường vốn cổ phần của các nước đang phát triển dù quy mô nhỏ và khó tiếp cận hơn nhưng vẫn "có thể đầu tư", tìm kiếm cơ hội. Thị trường chứng khoán cận biên hay thị trường mới nổi thứ cấp (Pre-emerging equity markets) thường được các nhà đầu tư theo đuổi với tiềm năng lợi nhuận cao, dài hạn cũng như mối tương quan thấp với các thị trường khác. Một số quốc gia được phân loại thuộc nhóm thị trường cận biên trước đây từng được phân hạng là thị trường mới nổi, nhưng hiện nay đã bị tụt hạng rơi về vị thế trong hạng thị trường cận biên.

## Đại cương
Hiện nay trên thế giới, các thị trường tài chính xếp 3 nhóm: cao nhất là thị trường phát triển, tiếp đến là thị trường mới nổi, và thấp nhất là thị trường cận biên. Có 3 tổ chức lớn về xếp hạng thị trường bao gồm MSCI, FTSE Russell, và S&P Dow Jones.  MSCI Frontier Markets Index hiện là chỉ số quan trọng nhất trong các bộ chỉ số theo dõi thị trường cận biên của MSCI. Nhiều quỹ chủ động có quy mô hàng trăm triệu USD đang sử dụng chỉ số này làm cơ sở tham chiếu. MSCI chỉ ra 9 tiêu chí định lượng đánh giá như sau: Một là giới hạn sở hữu nước ngoài. Hai là hạn mức/dư địa (room) ngoại còn lại cho nhà đầu tư nước ngoài vì thị trường cổ phiếu chịu ảnh hướng lớn từ vấn đề room nước ngoài. Ba là quyền bình đẳng của nhà đầu tư nước ngoài. Bốn là mức độ tự do trên thị trường ngoại hối, có thị trường giao dịch tiền tệ ở nước ngoài và thị trường giao dịch trong nước (giao dịch ngoại tệ phải liên quan tới giao dịch chứng khoán). Năm là đăng ký đầu tư và mở tài khoản chứng khoán và đăng ký giao dịch. Bảy là luồng thông tin. Tám là thanh toán và bù trừ, có hay không có công cụ vay thấu chi và giao dịch cần ứng tiền trước. Chín là khả năng chuyển nhượng, trong đó có một số giao dịch ngoài sàn và chuyển nhượng hiện vật.
Bản chất thị trường cận biên là thị trường có quy mô nhỏ, chất lượng hàng thấp, không ổn định, kém thanh khoản, kém minh bạch, thông tin tài chính và luật lệ không tương thích, rủi ro cao. Việc vượt cận biên chỉ là để thoát nghèo, thị trường muốn phát triển sẽ cần các yếu tố cốt lõi về nền tảng (platform), các điều kiện nội tại đồng bộ phổ quát và chuẩn mực (integrated). Cần phân biệt giữa thị trường mới nổi và thị trường cận biên, thị trường cận biên là những quốc gia vẫn còn nhiều chặng đường để đạt được giai đoạn của thị trường mới nổi. Các thị trường này chưa đủ tính thanh khoản và do đó không nằm trong danh mục đầu tư của thị trường mới nổi, ví dụ về thị trường cận biên là các quốc gia như Ai Cập, Nigeria, Pakistan, Bangladesh, Argentina và Panama. Colombia được Standard & Poors thăng cấp lên Thị trường mới nổi, đánh giá này có hiệu lực từ ngày 19 tháng 9 năm 2011. Việt Nam vẫn chưa góp mặt trong danh sách xem xét để được nâng hạng từ thị trường chứng khoán cận biên lên thị trường mới nổi của MSCI, tuy nhiên, theo ông Johan Nyvene-Chủ tịch Công ty cổ phần Chứng khoán thành phố Hồ Chí Minh (HSC) thì dù Việt Nam vẫn được xem là một thị trường cận biên bởi các tổ chức xếp hạng thị trường trên thế giới, mặc dù vậy, đã có rất nhiều nhà đầu tư nước ngoài xem thị trường chứng khoán Việt Nam như một thị trường mới nổi.

## Phân hạng
| Quốc gia               | FTSE            | MSCI           | S&P            | Russell        |
| ---------------------- | --------------- | -------------- | -------------- | -------------- |
| Argentina              | Cận biên        | Cận biên       | Cận biên       | Cận biên       |
| Bahrain                | Cận biên        | Cận biên       | Cận biên       | Cận biên       |
| Bangladesh             | Cận biên        | Cận biên       | Cận biên       | Cận biên       |
| Benin                  | Không đánh giá  | Cận biên       | Không đánh giá | Không đánh giá |
| Bosnia and Herzegovina | Không đánh giá  | Cận biên       | Không đánh giá | Cận biên       |
| Botswana               | Cận biên        | Cận biên       | Cận biên       | Cận biên       |
| Bulgaria               | Cận biên        | Cận biên       | Cận biên       | Cận biên       |
| Burkina Faso           | Không đánh giá  | Cận biên       | Không đánh giá | Không đánh giá |
| Côte d'Ivoire          | Cận biên        | Cận biên       | Cận biên       | Cận biên       |
| Croatia                | Cận biên        | Cận biên       | Cận biên       | Cận biên       |
| Cyprus                 | Cận biên        | Không đánh giá | Cận biên       | Cận biên       |
| Ecuador                | Không đánh giá  | Không đánh giá | Cận biên       | Không đánh giá |
| Estonia                | Cận biên        | Cận biên       | Cận biên       | Cận biên       |
| Egypt                  | Mới nổi thứ cấp | Mới nổi        | Mới nổi        | Cận biên       |
| Gabon                  | Không đánh giá  | Không đánh giá | Không đánh giá | Cận biên       |
| Ghana                  | Cận biên        | Cận biên       | Cận biên       | Cận biên       |
| Guinea-Bissau          | Không đánh giá  | Cận biên       | Không đánh giá | Không đánh giá |
| Jamaica                | Không đánh giá  | Cận biên       | Cận biên       | Cận biên       |
| Jordan                 | Cận biên        | Cận biên       | Cận biên       | Cận biên       |
| Kazakhstan             | Cận biên        | Cận biên       | Cận biên       | Cận biên       |
| Kenya                  | Cận biên        | Cận biên       | Cận biên       | Cận biên       |
| Kuwait                 | Mới nổi thứ cấp | Cận biên       | Cận biên       | Cận biên       |
| Latvia                 | Cận biên        | Không đánh giá | Cận biên       | Mới nổi        |
| Lebanon                | Không đánh giá  | Cận biên       | Cận biên       | Không đánh giá |
| Lithuania              | Cận biên        | Cận biên       | Cận biên       | Cận biên       |
| Macedonia              | Cận biên        | Không đánh giá | Không đánh giá | Không đánh giá |
| Mali                   | Không đánh giá  | Cận biên       | Không đánh giá | Không đánh giá |
| Malta                  | Cận biên        | Không đánh giá | Không đánh giá | Cận biên       |
| Mauritius              | Cận biên        | Cận biên       | Cận biên       | Cận biên       |
| Morocco                | Cận biên        | Cận biên       | Cận biên       | Mới nổi        |
| Namibia                | Không đánh giá  | Không đánh giá | Cận biên       | Cận biên       |
| Niger                  | Không đánh giá  | Cận biên       | Không đánh giá | Không đánh giá |
| Nigeria                | Cận biên        | Cận biên       | Cận biên       | Cận biên       |
| Oman                   | Cận biên        | Cận biên       | Cận biên       | Cận biên       |
| Pakistan               | Mới nổi thứ cấp | Cận biên       | Cận biên       | Cận biên       |
| Panama                 | Không đánh giá  | Cận biên       | Cận biên       | Không đánh giá |
| Papua New Guinea       | Không đánh giá  | Không đánh giá | Không đánh giá | Cận biên       |
| Qatar                  | Mới nổi thứ cấp | Mới nổi        | Mới nổi        | Cận biên       |
| Romania                | Mới nổi thứ cấp | Cận biên       | Cận biên       | Cận biên       |
| Senegal                | Không đánh giá  | Cận biên       | Không đánh giá | Cận biên       |
| Serbia                 | Cận biên        | Cận biên       | Không đánh giá | Cận biên       |
| Slovakia               | Cận biên        | Không đánh giá | Cận biên       | Cận biên       |
| Slovenia               | Cận biên        | Cận biên       | Cận biên       | Cận biên       |
| Sri Lanka              | Cận biên        | Cận biên       | Cận biên       | Cận biên       |
| Tanzania               | Không đánh giá  | Không đánh giá | Không đánh giá | Cận biên       |
| Togo                   | Không đánh giá  | Cận biên       | Không đánh giá | Không đánh giá |
| Trinidad and Tobago    | Không đánh giá  | Cận biên       | Cận biên       | Cận biên       |
| Tunisia                | Cận biên        | Cận biên       | Cận biên       | Cận biên       |
| Ukraine                | Không đánh giá  | Cận biên       | Không đánh giá | Cận biên       |
| Vietnam                | Cận biên        | Cận biên       | Cận biên       | Cận biên       |
| Zambia                 | Không đánh giá  | Không đánh giá | Cận biên       | Cận biên       |